# Belka und Strelka

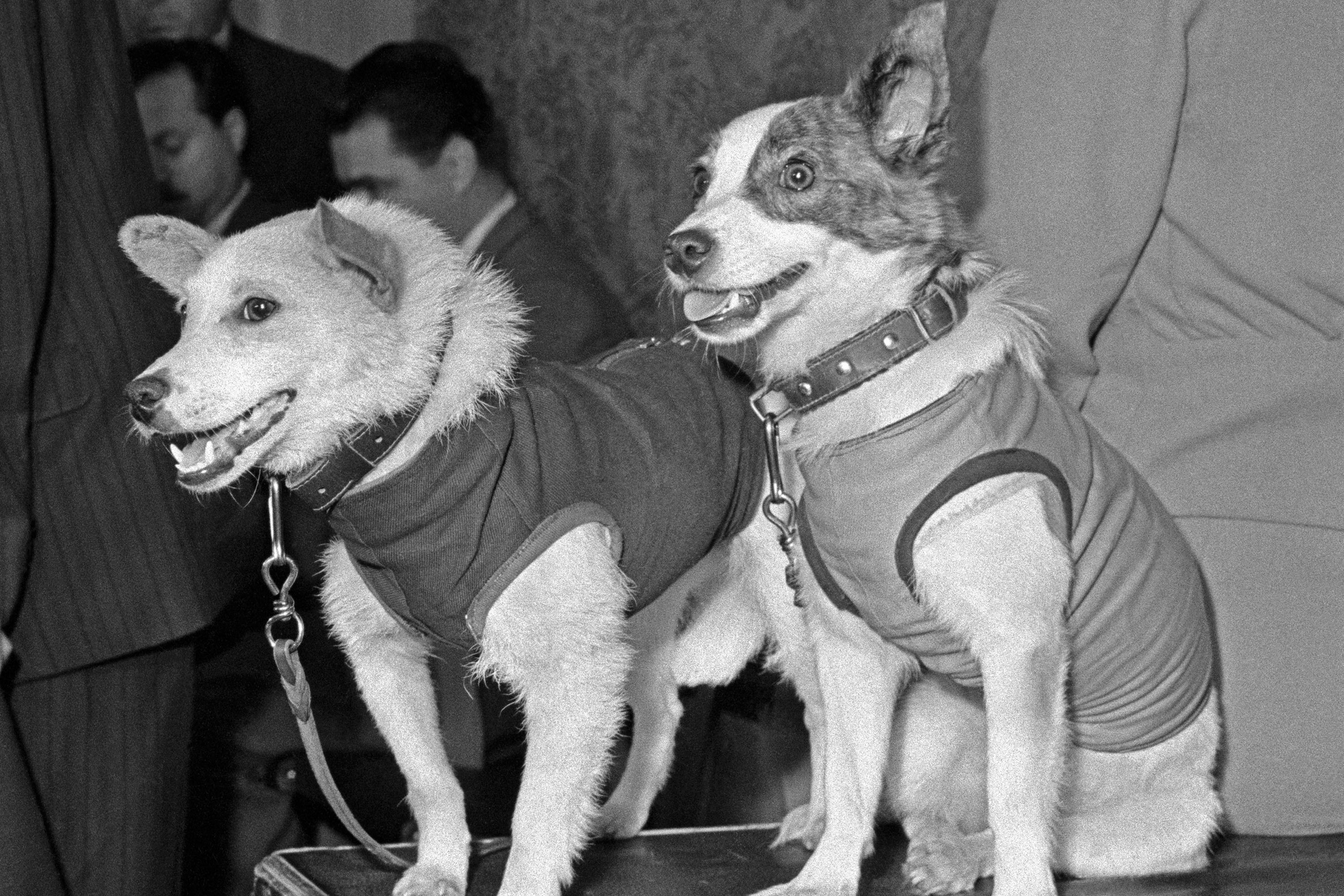
Belka und Strelka, 1960

Belka (russisch Белка, dt. Eichhörnchen bzw. Weißchen) und Strelka (russisch Стрелка, dt. Pfeilchen bzw. Wegweiser) waren zwei Hündinnen, die am 19. August 1960 mit Sputnik 5 für einen Tag die Erde umkreisten. Im Gegensatz zu der am 3. November 1957 mit Sputnik 2 gestarteten Hündin Laika kehrten sie wohlbehalten zur Erde zurück. Zusammen mit den ebenfalls an Bord befindlichen Mäusen, Ratten und Fliegen waren sie die ersten Lebewesen, die einen Raumflug in der Erdumlaufbahn überlebten.
Die gewonnenen Erfahrungen waren entscheidend für den ersten bemannten Raumflug:

„Uns wurde ein von den TV-Kameras aufgenommener Film des Fluges vorgeführt, in dem wir sehen konnten, wie die Hunde sich erschrocken umsahen und bei dem seltsamen Geräusch, das auf den Countdown folgte, ihre Ohren spitzten. Sie zerrten an ihren Geschirren, doch als die Beschleunigung zunahm, drückte sie die zunehmende Schwerkraft nach unten. Zuerst versuchte Strelka, sich dagegen zu wehren. Dann wurden beide Hunde bewegungsunfähig. Als das Fahrzeug in die Umlaufbahn eintrat, folgte auf die Beschleunigungsbelastung Schwerelosigkeit, und die Hunde schwebten in der Luft. Ihre Köpfe und Pfoten hingen schlaff herab und sie schienen tot zu sein. Doch dann kamen sie zu sich, und Belka bellte wütend. Nach einer Weile gewöhnten sie sich an die Schwerelosigkeit und begannen, aus dem Futterautomaten zu fressen. Der Film stärkte unser Vertrauen und gab uns viel Stoff zum Nachdenken und Diskutieren.“

„Im Augenblick des Starts spitzten die Hunde ihre Ohren und schauten verwundert auf den Kabinenboden. Während des Fluges waren die Hunde beunruhigt und versuchten herumzurennen. Als das Raumfahrzeug schneller wurde, sanken die Hunde durch die zunehmende Schwerkraft allmählich zu Boden. Strelka versuchte, sich mit den Beinen fest abzustützen und sah sich ängstlich um. Dann standen die Tiere stocksteif da. Das Raumfahrzeug hatte seine Umlaufbahn erreicht. Nach der großen Überlastung setzte Schwerelosigkeit ein. Die Hunde befanden sich mit gesenkten Pfoten und Köpfen in der Luft. Auf den ersten Blick wirkten die Tiere leblos. Ich will nicht verhehlen, dass wir in diesen Minuten sehr beunruhigt waren. Nur die Messwerte des Telemetriesystems zeigten uns, dass sich Puls und Atmung unserer Reisenden allmählich wieder normalisierten. Wir erkannten, dass die Tiere sich einfach von der Aufregung des Starts erholten und sich an das neue und äußerst ungewöhnliche Gefühl gewöhnt hatten. Allmählich begannen sie, ihre Köpfe zu heben und ihre Pfoten zu bewegen. Alles war ungewöhnlich. Es war nicht so einfach, unter solch seltsamen Bedingungen mit den eigenen Pfoten umzugehen. Während des Fluges wurden sie manchmal wieder unruhig, aber allmählich begannen sie sich zu Hause zu fühlen.“

Strelka bekam nach dem Flug sechs Welpen. Nikita Chruschtschow schenkte 1961 eine Hündin dieses Wurfs Caroline Kennedy, der Tochter des US-Präsidenten. Diese sowjetische Hündin paarte sich mit dem Kennedy-Hund Charlie und bekam vier Welpen, die John F. Kennedy im Scherz als Pupniks bezeichnet haben soll – eine Mischung des englischen Wortes Puppy für Welpe und Sputnik.
2010 erschien der Animationsfilm Space Dogs, der die Geschichte des Raumflugs künstlerisch verarbeitet.